# Grandes Éxitos/Versiones Remix
Grandes Éxitos/Versiones Remix es un álbum de grandes éxitos de la cantante mexicana Paulina Rubio, lanzado exclusivamente en algunos países de Sudamérica por EMI Colombia durante abril de 1996. La lista de canciones constituye los sencillos principales de los primeros tres álbumes de estudio de la cantante: La Chica Dorada (1992), 24 Kilates (1993) y El Tiempo Es Oro (1995), y se incorporó la canción de la telenovela Pobre Niña Rica y cuatro versiones remixes de algunas canciones.   

## Lista de las canciones
| Grandes Éxitos/Versiones Remix |                                         |          |  |
| N.º                            | Título                                  | Duración |  |
| 1.                             | «Te Daría Mi Vida»                      | 04:12    |  |
| 2.                             | «Mío»                                   | 03:35    |  |
| 3.                             | «Asunto De Dos»                         | 03:40    |  |
| 4.                             | «Nieva, Nieva»                          | 03:31    |  |
| 5.                             | «Abriendo Las Puertas Al Amor»          | 04:40    |  |
| 6.                             | «Amor De Mujer»                         | 03:54    |  |
| 7.                             | «Hoy Te Dejé De Amar»                   | 03:44    |  |
| 8.                             | «Él Me Engañó»                          | 04:09    |  |
| 9.                             | «Sabor A Miel»                          | 03:30    |  |
| 10.                            | «Pobre Niña Rica» (Bonus track)         | 03:33    |  |
| 11.                            | «Nada De Ti»                            | 03:31    |  |
| 12.                            | «Te Daría Mi Vida» (Big Mix)            |          |  |
| 13.                            | «Mío» (The Underground Mix)             |          |  |
| 14.                            | «Amor De Mujer» (The Wedding Dance Mix) |          |  |
| 15.                            | «Nada De Ti» (Big Mix)                  |          |  |